# Sunshine reggae
Sunshine reggae este un subgen al muzicii reggae.